# Guilherme II de Bourbon
Guilherme II de Bourbon (1196 – 3 de Setembro de 1231) foi Senhor da Casa de Bourbon de Dampierre, de 1216 a 1231 e Bourbon.

## Relações familiares
Foi filho de Guido II de Dampierre (1150 - 1216) e de Matilde I de Bourbon (1160 -?), Senhora de Bourbon, filha de Arcambaldo VII de Bourbon (1140 -? e de Alice da Borgonha (1145 - 1210). Casou com Margarida II da Flandres (1202 — 1280), Condessa de Hainaut e da Flandres, de quem teve:
1. Guilherme III de Dampierre (1224 - 1251) conde de Flandres, casou com Beatriz de Brabante.
2. Guilherme de Dampierre (c. 1225 -?).
3. Guido de Dampierre (1225 - 1305) conde de Flandres desde 1257 e marquês de Namur entre  (1263-1298). Casou por duas vezes, a primeira com Matilde de Béthune, Senhora de Béthune e de Tenremonde (1220 - 8 de Novembro de 1264), filha de Guilherme de Béthune (1220 - 1243) e de Isabel (1205 -?) e a segunda com Isabel de Luxemburgo.
4. João I de Dampierre (? – 1258), senhor de Dampierre, visconde de Troyes e condestável de Champanhe, casou com Laure de Lorraine.
5. Joana de Dampierre, Casou por duas vezes, a primeira em 1239 com Hugo III de Rethel (? – 1243), conde de Rethel e a em 1243 segunda com Teobaldo II de Bar (? – 1291), conde de Bar.
6. Maria de Dampierre, abadessa de Flinês.